# Мия (язык)
Мия (также миява, муя; англ. miya, miyawa, muya) — чадский язык, распространённый в центральных районах Нигерии. Входит в группу северные баучи (варджи, па’а-варджи) западночадской языковой ветви.
Численность говорящих — около 30 000 человек (1995). В основе письменности лежит латинский алфавит.

## О названии
Наиболее распространённое название языка «мия» может также произноситься как «муя». Самоназвание этнической общности мия — vəne mi. Помимо названия «мия» этноним этнической общности мия известен также в варианте «миява».

## Классификация
В соответствии с классификацией чадских языков, предложенной американским лингвистом П. Ньюманом, язык мия входит в группу варджи (северные баучи) (или B.2) подветви баучи-баде западночадской языковой ветви вместе с языками дири, джимбин, кария, мбурку, па’а, цагу и варджи. Эта классификация приведена, в частности, в справочнике языков мира Ethnologue (по данным этого справочника идиом мия, возможно, является диалектом языка варджи).
В классификации, предложенной в базе данных по языкам мира Glottolog, показаны некоторые особенности генетических связей внутри группы северные баучи, или B.2. Язык мия
вместе с языками кария и варджи включается в кластер варджи-гала-кария, который является частью группы западночадских языков B.2. В эту группу также входят языки аджава, чивогай (цагу), дири, мбурку, па’а, сири и зумбун (джимбин).
В классификациях афразийских языков чешского лингвиста В. Блажека и британского лингвиста Р. Бленча язык мия также включается в объединение северные баучи, или варджи, которое сближается в рамках ветви баучи-баде с языками баде-нгизим.
Так, в классификации В. Блажека язык мия отнесён к подгруппе языков северные баучи наряду с языками варджи, па’а, сири, дири, джимбин, мбурку, кария и цагу. Подгруппа северные баучи при этом вместе с подгруппой баде-нгизим образуют в данной классификации одну из двух групп наряду с группой южные баучи, которые входят в свою очередь в одну из двух подветвей западночадской языковой ветви.
В классификации Р. Бленча язык мия вместе с языками дири, па’а, сирзаквай (варджи), кария, мбурку, зумбун (джимбин), сири и чивогай (цагу) отнесён к подгруппе варджи, которая вместе с подгруппой баде образует группу баде-варджи, противопоставленную группе заар, в составе подветви западночадских языков В.
Классификация, в которой язык мия включается в группу северные баучи, или па’а-варджи, подветви баучи-баде приводится также в работе С. А. Бурлак и С. А. Старостина «Сравнительно-историческое языкознание».

## Лингвогеография

### Ареал и численность
Область распространения языка мия размещена в центральной Нигерии на территории штата Баучи — в районе Ганджува, главным образом, в городе Мия и его окрестностях.
Ареал мия со всех сторон окружён ареалами близкородственных западночадских языков. На северо-западе к области распространения мия примыкает ареал языка кария. На севере, западе и юго-востоке ареал мия граничит с ареалом языка хауса, на юге — с юго-восточным анклавом языка сири. На востоке к ареалу мия примыкает ареал языка мбурку.
Численность носителей языка мия по данным 1971 года составляла 5200 человек. Согласно данным справочника Ethnologue, численность говорящих на языке мия в 1995 году составила 30 000 человек. По современным оценкам сайта Joshua Project численность носителей этого языка приближается к 56 000 человек (2017).

### Социолингвистические сведения
Согласно данным сайта Ethnologue, по степени сохранности язык мия относится к так называемым стабильным, или устойчивым, языкам, поскольку этот язык используется в устном бытовом общении представителями этнической общности мия всех поколений, включая младшее. Стандартной формы у языка мия нет. Как второй язык среди носителей мия распространён язык хауса. Большинство представителей этнической общности мия придерживается традиционных верований, имеются также немногочисленные группы мусульман (3 %) и христиан (1 %).

### Диалекты
В области распространения языка мия выделяется 5 диалектов: гала, файшанг, фурсум, демшин и федере. По данным Р. Бленча, гала предположительно является диалектом языка варджи.

## Письменность
Современный вариант письменности языка мия основан на латинском алфавите. Опубликованы словарь и грамматика. На языке мия издаются книги, в частности, Reading and Writing Book (2006), переводы фрагментов Нового Завета (2007) и других фрагментов Библии (с 2012 года).